# Largo Winch
Pour les articles homonymes, voir Largo et Winch (homonymie).

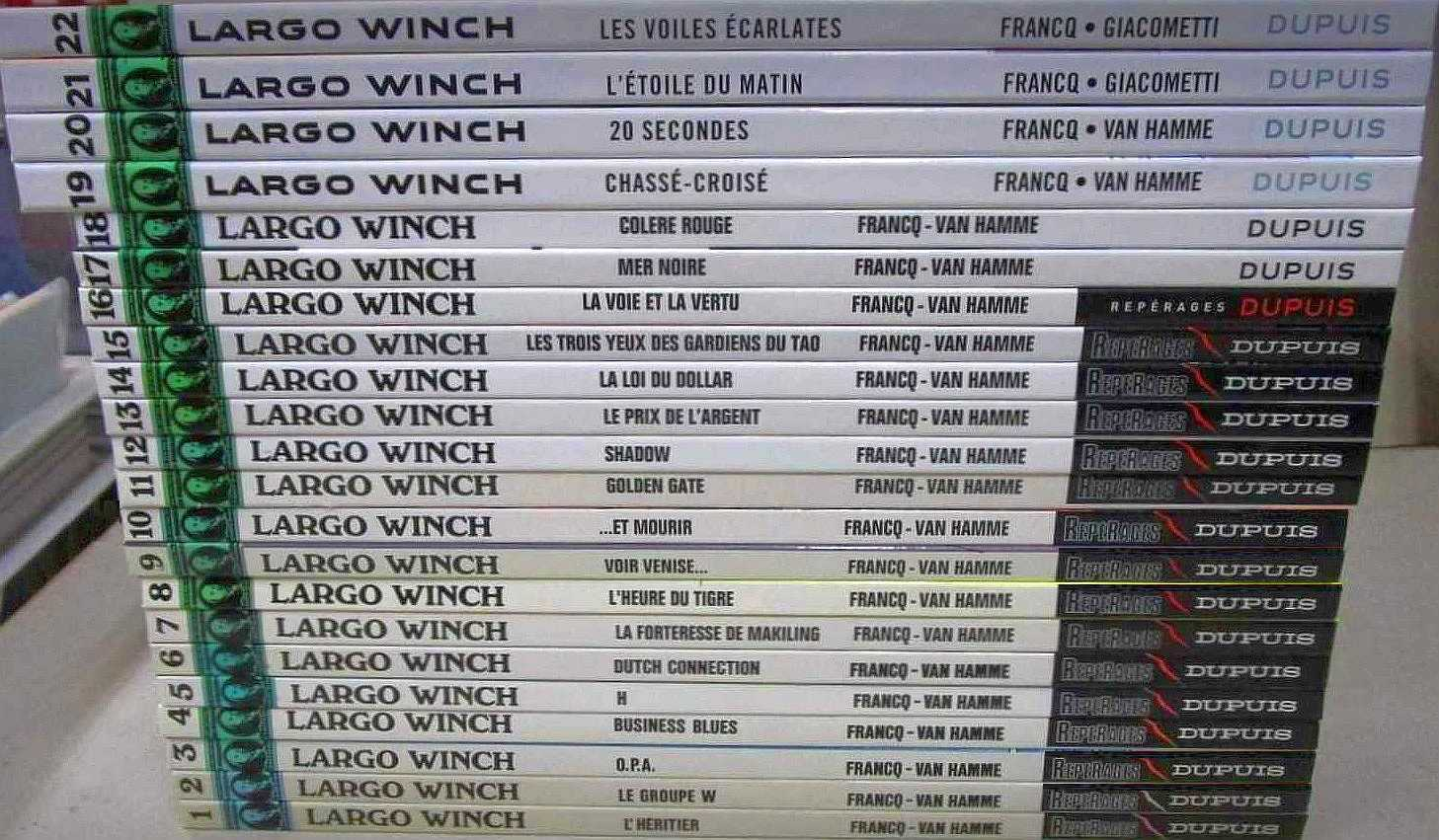
La série Largo Winch.

Largo Winch est un personnage de fiction, héros éponyme de romans et d’une série de bande dessinée, créé par l'écrivain belge Jean Van Hamme, ainsi que de plusieurs produits dérivés dont une série télévisée et trois films, Largo Winch, Largo Winch 2 et Largo Winch : Le Prix de l'argent.

## Historique de la série

### Création
C'est en 1973 que Van Hamme commence à travailler sur Largo Winch. Le scénariste Greg, alors rédacteur en chef du Journal de Tintin, souhaite investir le marché de la bande dessinée aux États-Unis. Pour cela, il désire faire collaborer des scénaristes franco-belges (en l'occurrence lui-même et Van Hamme, qui parlent anglais) et des dessinateurs américains. C'est à cette occasion que vient l'idée à Van Hamme d'utiliser ses connaissances sur le monde des affaires pour un scénario (économiste de formation, il travaille à l'époque pour la multinationale néerlandaise Philips). Toutefois, le projet avorte, les illustrateurs américains n'ayant pas l'habitude des critères européens en matière de bande dessinée.
Trois ans plus tard, Van Hamme quitte le monde des affaires et décide de « vivre de sa plume ». Il se lance dans l'écriture de romans et recycle ainsi le personnage de Largo qu'il avait ébauché quelques années auparavant. Il envoie son manuscrit à une dizaine d'éditeurs parisiens et reçoit six réponses positives. À court d'argent, il répond positivement au premier d'entre eux, Mercure de France, qui publie les six romans de la série entre 1977 et 1984.
Entre-temps, Van Hamme continue son travail de scénariste de bande dessinée. Avec le succès de Thorgal et XIII, il décide de relancer le projet d'une version BD de Largo Winch. L'adaptation des romans commence en 1990 avec le dessinateur Philippe Francq. La série connaît alors un succès et une notoriété bien supérieurs aux romans originels.
La série Largo Winch est considérée comme une des séries de bande dessinée pour adultes les plus vendues au monde avec plus de 11 millions d’albums écoulés depuis la création[réf. nécessaire].

### Adaptations
La série a pour particularité de ne comporter que des diptyques, permettant à l'auteur de transposer les longs romans publiés aux éditions Mercure de France : pour le premier diptyque, L'Héritier / Le Groupe W, Jean Van Hamme adapte le premier roman de Largo Winch. Pour le second, intitulé O.P.A. / Business Blues, il transpose le sixième et dernier roman. Pour les diptyques suivants - H / Dutch Connection, La Forteresse de Makiling / L'Heure du Tigre et Voir Venise.../...Et mourir, il recycle respectivement les deuxième, quatrième et troisième romans.
Durant les années 2000-2010, Van Hamme imagine enfin de nouvelles histoires pour son héros. Seule exception, le diptyque Les Trois Yeux des gardiens du Tao / La Voie et la Vertu conclut l'aventure asiatique de Largo.

## Résumé de l'histoire
Nerio Winch, un vieil homme d'affaires à la tête d'un empire financier de dix milliards de dollars, n'a ni enfants ni héritiers potentiels. Il décide alors d'adopter secrètement un orphelin yougoslave du nom de Largo Winczlav pour assurer la continuité de son groupe.
Lorsque Nerio meurt assassiné par un cadre du groupe, Largo, âgé de vingt-six ans, hérite donc de toute sa fortune et se retrouve à la tête de l'énorme empire financier qu'est le Groupe W. Tractations, coups montés, OPA, action, magouilles, détournements sont les ingrédients de sa nouvelle vie dans l'univers de la haute finance.
Attiré, dégoûté ou subjugué par tous ces milliards, rattrapé par le passé et luttant contre un avenir trop néfaste, le play-boy milliardaire vit des aventures palpitantes avec ses amis, Simon Ovronnaz, Suisse ex-voleur, et Freddy Kaplan, ancien pilote de l'Armée de l'air israélienne vivant sous nationalité monégasque.

## Romans et nouvelles

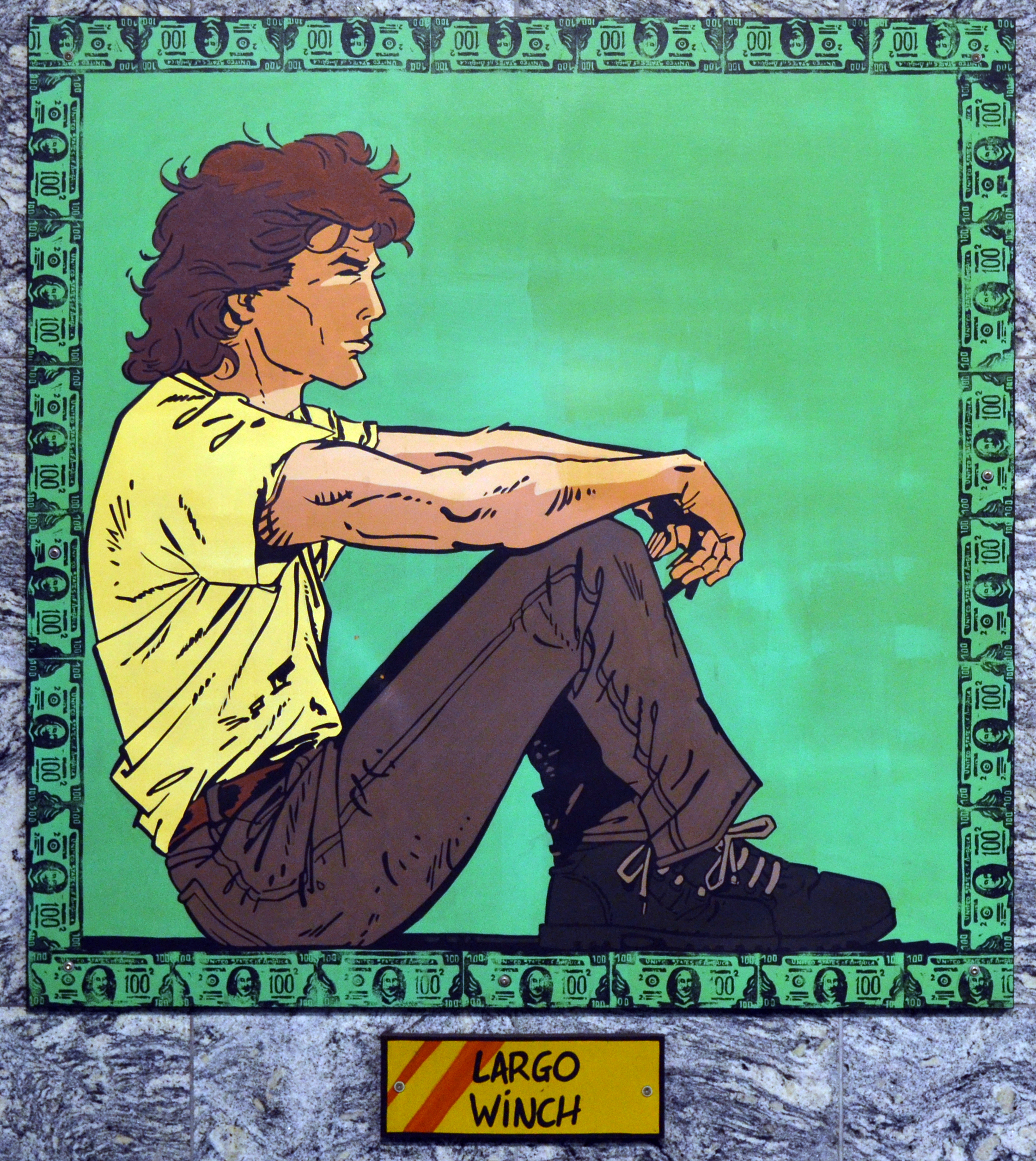
Largo Winch, Charleroi (Belgique) - Station Janson du métro léger.

Jean Van Hamme, Largo Winch, Mercure de France, 1977-1980
Série à l'origine de la bande dessinée.
1. Largo Winch et Groupe W (1977), Mercure de France, 307 p.
Titre alternatif (réédition en poche) : « Largo Winch - Le Groupe W »
2. Largo Winch et la Cyclope (1977), Mercure de France, 333 p.
Titre alternatif (réédition en poche) : « Largo Winch - La Cyclope »
3. Largo Winch et le Dernier des Doges (1978), Mercure de France, 334 p.
Titre alternatif (réédition en poche) : « Largo Winch - Le Dernier des Doges »
4. Largo Winch et la Forteresse de Makiling (l'Heure du Tigre, 1) (1979), Mercure de France, 330 p.
Titre alternatif (réédition en poche) : « Largo Winch - La Forteresse de Makiling »
5. Largo Winch et les Révoltés de Zamboanga (l'Heure du Tigre, 2) (1979), Mercure de France, 331 p.
Titre alternatif (réédition en poche) : « Largo Winch - Les Révoltés de Zamboanga »
6. Business Blues (1980), Mercure de France, 326 p.
Titre alternatif (réédition en poche) : « Largo Winch - Business Blues »

Les romans et nouvelles se distinguent des bandes dessinées par un style plus cru, l'évocation plus explicite du sexe et de la violence, et la part de l'humour. Dans les bandes dessinées, puis pour la série télévisée, les histoires ont été relativement édulcorées et actualisées : des personnages ont changé de nom et de nationalité (l'Israélien Simon Ben Chaïm devient le Suisse Simon Ovronnaz, tandis que le Suisse Freddy Kaplan devient israélien et monégasque dans la bande dessinée), des pays ont été remplacés, etc.[réf. nécessaire]
Les six romans ont fait l'objet d'une réédition au format poche fin 2008 chez Milady.
Le tome 1 de la série romanesque, Le Groupe W, fait l'objet, en janvier 2016, d'une édition en livre audio publiée chez Sonobook, dans une narration de Michel Grégori.

## Bandes dessinées

### Albums
Les tomes sont organisés en diptyques commençant par un numéro impair ; chaque histoire en deux tomes peut être aisément lue dans un ordre aléatoire, malgré quelques références aux tomes précédents.
1. L'Héritier (1er novembre 1990)
2. Le Groupe W (4 septembre 1991)
3. O.P.A. (4 novembre 1992)
4. Business Blues (6 octobre 1993)
5. H (7 septembre 1994)
6. Dutch Connection (7 juin 1995)
7. La Forteresse de Makiling (5 juin 1996)
8. L'Heure du Tigre (4 juin 1997)
9. Voir Venise... (8 septembre 1998)
10. ...Et mourir (6 septembre 1999)
11. Golden Gate (6 décembre 2000)
12. Shadow (26 juin 2002)
13. Le Prix de l'argent (2 juin 2004)
14. La Loi du dollar (2 novembre 2005)
15. Les Trois Yeux des gardiens du Tao (28 mars 2007 ; édition spéciale avec DVD : 31 octobre 2007)
16. La Voie et la Vertu (5 novembre 2008)
17. Mer Noire (12 novembre 2010)
18. Colère rouge (19 octobre 2012)
19. Chassé-croisé (14 novembre 2014)
20. Vingt secondes (20 novembre 2015)
21. L'Étoile du matin (6 octobre 2017)
22. Les Voiles écarlates (15 novembre 2019)
23. La Frontière de la nuit (5 novembre 2021)
24. Le Centile d'or (17 novembre 2023)

A paraître :
- Si les dieux t'abandonnent... (7 novembre 2025)
- ... Ferme les yeux ![4]

## Produits dérivés

### Série télévisée
Le personnage de Largo Winch a inspiré une série télévisée, diffusée en France à partir de janvier 2001, dont la trame s'affranchit notablement de celle des romans et bandes dessinées. Le contexte général et les éléments principaux sont conservés mais les aventures sont différentes. Certains personnages sont communs, parfois avec des fonctions différentes (Michel Cardignac, John Sullivan, Alicia del Ferril...) mais d'autres ont été créés pour la série télévisée (Joy Arden et Georgy Kerensky). Les rôles de Largo Winch et Simon Ovronnaz sont respectivement tenus par Paolo Seganti et Diego Wallraff. À noter la présence de David Carradine dans le rôle de Nerio Winch

### Jeux vidéo
- 2002 : Largo Winch : Commando Sar sur PlayStation

Développé par Ubisoft, éditeur Ubisoft.
- 2002 : Largo Winch : Aller simple pour les Balkans sur PlayStation 2 GameCube, Xbox et PC

Développé par Ubisoft, éditeur Ubisoft le 5 septembre 2002.
- 2007 : Largo Winch : Voir Venise... et mourir, jeu vidéo pour téléphone mobile, avec Hands-On Mobile et SFR, Développé par Overloaded.

### Jeu de rôle en ligne
Le jeu Largo Winch sur le Web 2.0 en 2009.
Développé et édité par Entropic Synergies depuis le 19 octobre 2009, c'est le premier jeu vidéo de rôle et de stratégie accessible en ligne et sans téléchargement[réf. nécessaire]. Dans ce jeu de type text-based game (jeu en ligne textuel), l'internaute incarne un collaborateur du Groupe W et peut faire le choix d'évoluer dans la hiérarchie du groupe ou créer son propre empire en développant ses compétences personnelles, économiques et sociales.

### Jeu de société
Un jeu de société est sorti en 2002 : Largo Winch : La Commission Adriatique.
Il est édité par Tilsit. De 2 à 6 joueurs pour une durée moyenne de 90 minutes. Le but du jeu est de constituer le meilleur épisode de Largo Winch en accumulant les cartes « enquête » et « action » avec comme sujet « La Commission Adriatique ».

### Musique
Largo Song : bande son de la série télévisée. La chanson du générique est interprétée par Nancy Danino, et la musique est composée et réalisée par Dominique Dalcan.

### Documentaire
Il existe un documentaire sur la création du tome Les Trois Yeux des Gardiens du Tao. Une équipe de cinéma a suivi Jean Van Hamme et Philippe Francq tout au long de la fabrication du tome 15 de la série BD, depuis la première ébauche de scénario jusqu'à l'imprimerie, en passant par les repérages à Hong Kong. Le film de 90 minutes est réalisé par Yves Legrain Crist et produit par Kanari Films.  

### Étude
- La Méthode Largo Winch, Jean-Marc Lainé, Eyrolles, 2010 (contient le documentaire produit par Kanari Films)

### Films
Un long-métrage homonyme, qui s'inspire des quatre premiers albums, a été réalisé par Jérôme Salle d’après un scénario de Julien Rappeneau. Tomer Sisley interprète le rôle de Largo Winch. Le film est sorti en France le 17 décembre 2008.
Une suite, Largo Winch 2, est sortie le 16 février 2011.
Un 3e opus, Largo Winch : Le Prix de l'argent, réalisé par Olivier Masset-Depasse, tourné en 2023, est sorti en 2024.

## Publication

### Périodiques
- Le Journal de Spirou
- Télé 7 jours : prépublication de Voir Venise… et mourir
- Planète BD et Direct Matin : prépublication de Mer noire à partir d’octobre 2010

### Éditeurs
- Le Mercure de France : édition originale des romans
- Lefrancq : réédtion des 6 romans en 2 tomes au format omnibus
- Milady : réédition des romans
- Dupuis (collection « Repérages ») : tomes 1 à 16 de la bande dessinée (première édition des tomes 1 à 16)
- Dupuis : tome 17 de la bande dessinée (première édition du tome 17)
- Khani : tirage de luxe des tomes 1/2, 3/4, 5/6, 7/8, 9/10, 11/12